# Tratado de Turín (1703)
El Tratado de Turín de 1703 sancionó la entrada del Ducado de Saboya en la alianza contra la Francia de Luis XIV.

## Antecedentes
El precedente Tratado de Turín de 1696 había obligado al duque Víctor Amadeo II a posponer sus planes ofensivos, haciendo pasar al pequeño estado saboyano a la coalición francesa.
Pero el tiempo hizo que el duque cambiara de postura: Víctor Amadeo II se acercó a Venecia para encontrarse con los emisarios del emperador Leopoldo I y para hacer correr la voz de su posible paso al bando imperial en la guerra de Sucesión Española. Leopoldo I hizo comunicar al duque su alegría ante la noticia de su retorno a la guerra bajo su bandera, no obstante, la extensa red de espías franceses en Italia ya había informado a Luis XIV de los movimientos de saboyanos e imperiales.

## El Tratado de Turín
Luis XIV se encontraba muy preocupado por como las cosas estaban mutando en su contra. Mandó emisarios a Víctor Amadeo II con la intención de convencerle para que permaneciera de su parte. Luis XIV le ofrecía el control del Milanesado y del Monteferrato a cambio de Saboya y Niza. Pero Víctor Amadeo se había ya decidido y no estaba dispuesto a plegarse a las presiones de Luis XIV, el cual había ordenado a sus generales invadir el Piamonte para poner fin a la situación.
El 8 de noviembre, Leopoldo I y Víctor Amadeo II se prometieron recíproca alianza. El Piamonte, sobre la base de este tratado, recibiría el control sobre Valsesia, el Monteferrato, Valenza, Alessandria y el Valle de Lomellina (una vez conquistados entre 1706-1707, ya que estaban en poder borbónico). Otros artículos preveían la cesión a Víctor Amadeo II de varios territorios en el Delfinado (Fenestrelle) y Mortara.